# Igeler Säule

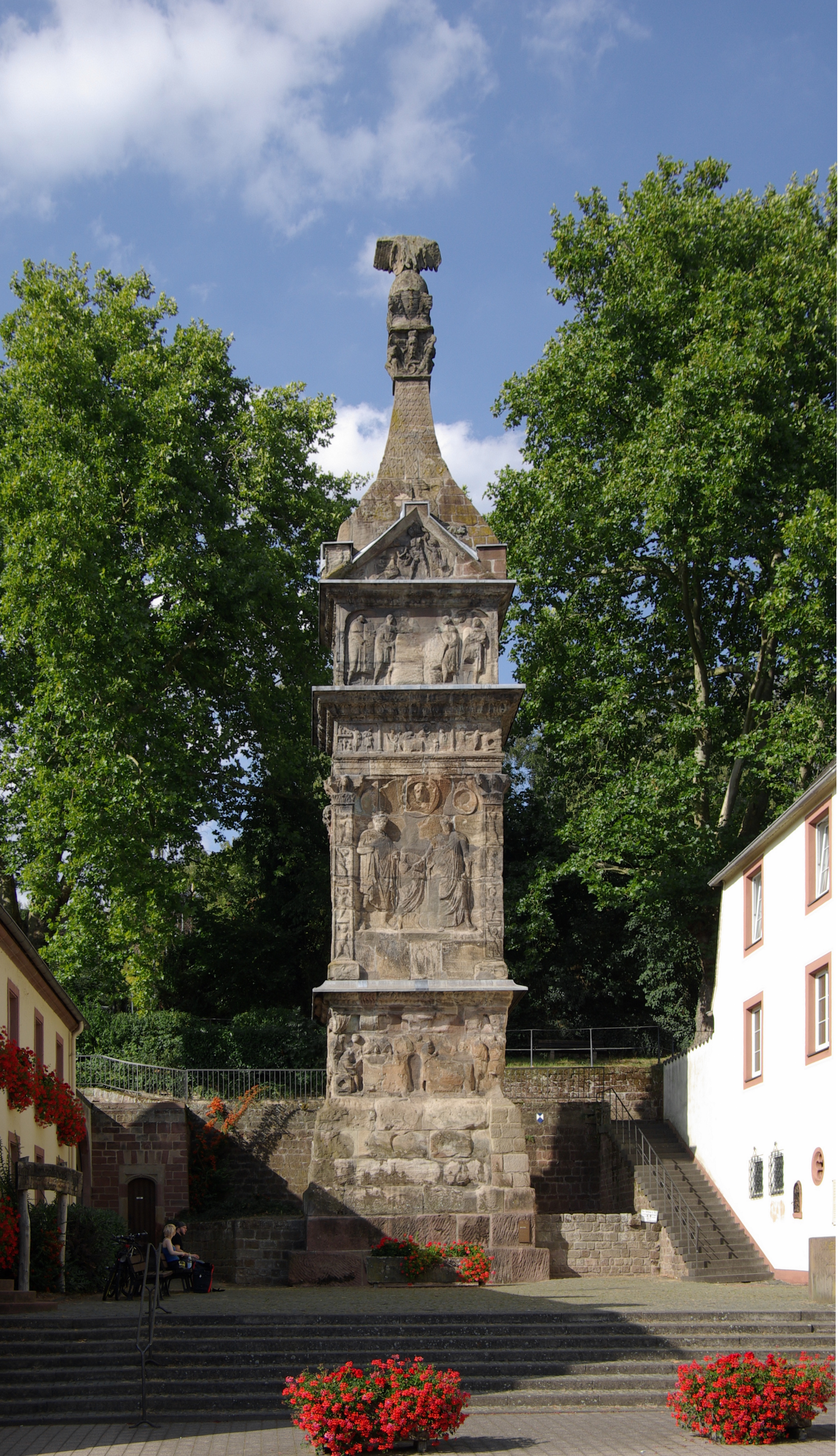
Die Igeler Säule in Igel

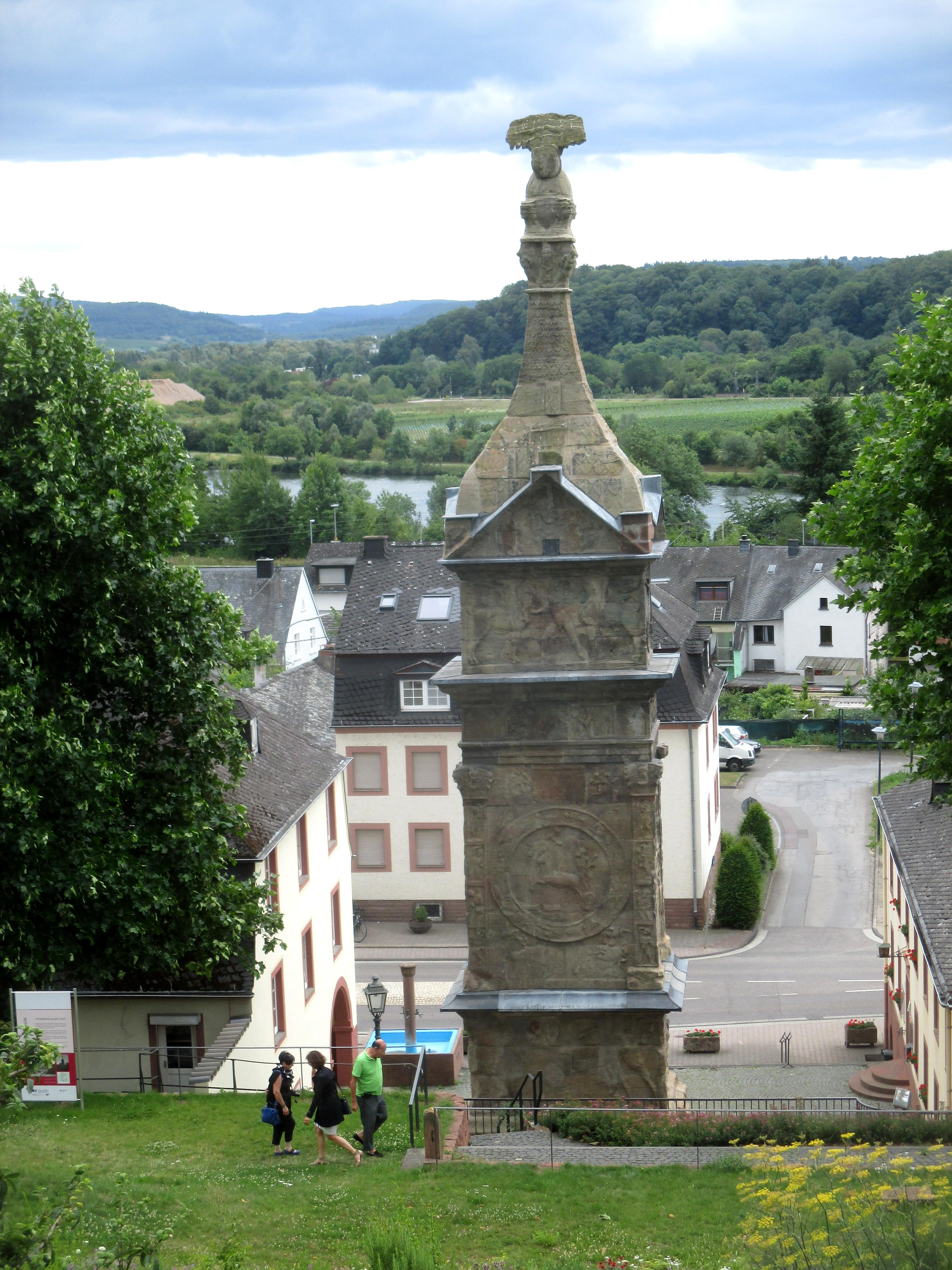
Igeler Säule, Nordseite

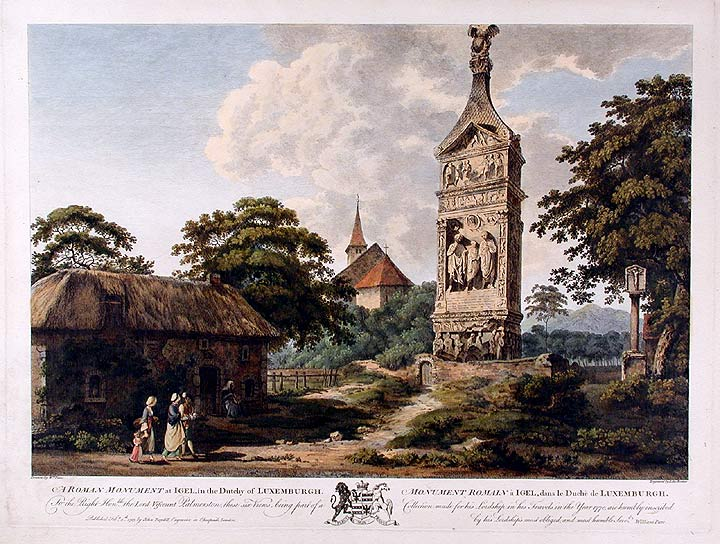
Die Igeler Säule (Stich von Edward Rooker nach einer Vorlage von William Pars, 1783)

Die Igeler Säule im Dorf Igel an der Mosel ist neben dem Mainzer Drususstein das einzige an seinem Originalstandort seit der Antike oberirdisch erhaltene römische Grabmal nördlich der Alpen.

## Beschreibung
Das Pfeilerdenkmal aus rotem Sandstein ist ungefähr 23 m hoch und reich mit Reliefs geschmückt. Diese zeigen Szenen aus dem Alltags- und Berufsleben der Tuchhändler sowie aus der Mythologie und waren ursprünglich wie die meisten antiken Skulpturen farbig gestaltet. Von der bunten Bemalung waren bereits zu Beginn der wissenschaftlichen Erforschung im 19. Jahrhundert nur noch wenige Reste erhalten. Eine farbige Rekonstruktion der Säule steht im Rheinischen Landesmuseum in Trier.
Die Pfeilerspitze ziert die Skulptur eines Adlers mit ausgebreiteten Flügeln. Sie ist heute sehr stark verwittert und kaum noch als Adler zu erkennen.

## Errichtung
Die Igeler Säule entstand im 3. Jahrhundert n. Chr., wobei die genaue Datierung umstritten ist. Während Hans Dragendorff und Emil Krüger das Grabmal in das zweite Drittel des Jahrhunderts setzten, schlugen einige – aber nicht alle – der jüngeren Forscher eine frühere zeitliche Einordnung, etwa in die ersten Jahrzehnte des 3. Jahrhunderts, vor. So rechnet Margot Baltzer die Igeler Säule in ihrem stilgeschichtlichen Vergleich der römischen Grabdenkmäler im Trierer Land zu der von ihr so bezeichneten „severischen Gruppe“, die sie etwa auf 200–215 datiert.
Die Säule wurde, wie aus der darauf angebrachten Inschrift hervorgeht, von den Brüdern Lucius Secundinius Aventinus und Lucius Secundinius Securus errichtet. Der Form und der Inschrift nach handelt es sich um ein Grabdenkmal, allerdings wurde bei Ausgrabungen keine Bestattung in unmittelbarer Nähe nachgewiesen. Möglicherweise diente es daher lediglich als Kenotaph („Scheingrab“), während die Gräber der Erbauer und ihrer verstorbenen Angehörigen auf deren Privatgrundstück lagen. Neben der Erinnerung an die Toten der Familie hatte das Denkmal wohl auch noch den Zweck, werbend auf den Tuchhandel der Erbauerfamilie hinzuweisen.

## Nachantike Geschichte
Der Zerstörung nach dem Zerfall des Römischen Reiches entging die Igeler Säule durch den Umstand, dass im Mittelalter das Hauptbild auf der Südseite für eine Darstellung der Vermählung des Constantius Chlorus mit der heiligen Helena, der Mutter Konstantins des Großen, gehalten wurde. Dennoch kam es ab dem Mittelalter zu einigen Beschädigungen, beispielsweise durch Versuche, die Eisenklammern zwischen den Steinen aufgrund ihres Metallwertes aus dem Monument zu reißen. Im 16. Jahrhundert soll der an Kunst und Antike sehr interessierte spanische Statthalter von Luxemburg, Peter Ernst I. von Mansfeld, den Plan gefasst haben, das Monument abzutragen und im Park seines Schlosses in Clausen wiederaufzubauen. Ob dies zutrifft, ist unklar, eine starke Beschädigung im unteren Bereich des Denkmals könnte jedenfalls von einem missglückten Abbauversuch stammen.
Der Ortsname Igel wird traditionell von dem lateinischen Wort für Adler, aquila, abgeleitet (vgl. das englische Wort „eagle“, das ebenfalls daher stammt). Eberhard Zahn hat demgegenüber die Ansicht vertreten, dass der Name auf die mittelalterliche lateinische Bezeichnung agulia zurückgeht, mit der man damals die antiken Obelisken in Rom bezeichnete. In beiden Fällen wird der Name der Gemeinde jedoch auf das markante Grabdenkmal der Secundinier zurückgeführt (dazu siehe auch den Abschnitt „Name“ im Artikel „Igel (Mosel)“).

Igeler Säule als Rekonstruktionszeichnung von 1968
Nordansicht
Ostansicht
Südansicht
Westansicht

## Rezeption und Erforschung
Der Bologneser Edelmann Fulvio Ruggieri hat den päpstlichen Sondernuntius Giovanni Francesco Commendone, Bischof von Zante, nach Trier begleitet und am 14. Januar 1562 die Igeler Säule besichtigt, die er in seinem Reisebericht kurz beschreibt. Aus dieser Zeit stammen auch die ersten Abbildungen des Monuments, die als Illustrationen zu verschiedenen historischen oder geographischen Abhandlungen dienten.
Johann Wolfgang von Goethe hat die Igeler Säule am 26. August sowie am 22. oder 23. Oktober 1792 besichtigt; hernach hat er sie beschrieben und gezeichnet. Er äußerte sich danach noch des Öfteren über das antike Monument. Unter anderem schrieb er dazu in der autobiografischen Schrift Kampagne in Frankreich am 23. August:

„Auf dem Wege von Trier nach Luxemburg erfreute mich bald das Monument in der Nähe von Igel. Da mir bekannt war, wie glücklich die Alten ihre Gebäude und Denkmäler zu setzen wußten, warf ich in Gedanken sogleich die sämtlichen Dorfhütten weg, und nun stand es an dem würdigsten Platze. Die Mosel fließt unmittelbar vorbei, mit welcher sich gegenüber ein ansehnliches Wasser, die Saar, verbindet; die Krümmung der Gewässer, das Auf- und Absteigen des Erdreichs, eine üppige Vegetation geben der Stelle Lieblichkeit und Würde.“

Und am 22. Oktober:

„Vielleicht war die Macht des Altertums nie so gefühlt worden als an diesem Kontrast: ein Monument, zwar auch kriegerischer Zeiten, aber doch glücklicher, siegreicher Tage und eines dauernden Wohlbefindens rühriger Menschen in dieser Gegend. Obgleich in später Zeit, unter den Antoninen, erbaut, behält es immer von trefflicher Kunst noch so viel Eigenschaften übrig, daß es uns im ganzen anmutig ernst zuspricht und aus seinen, obgleich sehr beschädigten Teilen das Gefühl eines fröhlich-tätigen Daseins mitteilt.“

Die Sayner Hütte bei Bendorf am Rhein, die sich auf Nachbildung antiker Modelle im Kunstgussverfahren spezialisiert hatte, hat 1829 eine 19 Zoll große Nachbildung der Igeler Säule nach dem Entwurf des Kunstformers Heinrich Zumpft und nach Zeichnungen von Carl Osterwald erstellt. Einer der ersten Bronzeabgüsse ging im Mai 1829 nach Weimar an Goethe.
Ein Gipsabguss der Säule befindet sich im Museum für Abgüsse Klassischer Bildwerke in München. 

## Tourismus und Denkmalschutz
Heute ist die Igeler Säule die Hauptattraktion des Ortes und wird von Besuchern stark frequentiert. Diesem Sachverhalt wurde mit der Installation verschiedener Informationstafeln und der Anlage des sogenannten Säulengartens am Hang gegenüber dem Kulturdenkmal Rechnung getragen. Unweit der Igeler Säule in einem Weinberghang befindet sich mit dem Grutenhäuschen ein rekonstruiertes römisches Grabmal. Im Innenhof des Rheinischen Landesmuseums Trier errichtete man 1906 eine Nachbildung der Igeler Säule, an der 1993 die ursprüngliche Farbfassung des Denkmals rekonstruiert wurde. Diese Kopie musste 2022 wegen starker Schäden abgebaut werden, stattdessen soll eine neue Nachbildung angefertigt werden.
Die Igeler Säule ist ein geschütztes Kulturdenkmal nach dem Denkmalschutzgesetz (DSchG) und in der Denkmalliste des Landes Rheinland-Pfalz eingetragen. Sie liegt in der Trierer Straße.
Seit 1986 ist die Igeler Säule Teil des UNESCO-Welterbes Römische Baudenkmäler, Dom und Liebfrauenkirche in Trier. Des Weiteren ist sie ein geschütztes Kulturgut nach der Haager Konvention zum Schutz von Kulturgut bei bewaffneten Konflikten und mit dem blau-weißen Schutzzeichen gekennzeichnet.